# Ружинов
Ружинов (словац. Ružinov) — міська частина, громада округу Братислава II, Братиславський край. Кадастрова площа громади — 39.7 км².
Населення 74408 осіб (станом на 31 грудня 2020 року).